# Beaver River (distrito eleitoral provincial)
O Beaver River é um antigo distrito eleitoral provincial de Alberta, centrado na cidade de Lac La Biche, com mandato para eleger um único membro para a Assembléia Legislativa de Alberta. Foi criado em 1913 a partir da metade ocidental de Pakan e abolido em 1952, quando ele e as partes norte de Athabasca foram substituídos por Lac La Biche.

## História da representação
O primeiro MLA de Beaver River foi o Liberal Wilfrid Gariépy, um colono nascido em Quebec cuja residência seria objeto de controvérsia no final de seu segundo mandato. Ele não correu pela terceira vez, optando por retornar a Trois-Rivières. O liberal Joseph Dechêne venceu a corrida eleitoral em 1921, mas foi derrotado em 1926. Mais tarde, ele se tornou o MLA da vizinha São Paulo.
John Delisle escolheu o Beaver River para os United Farmers of Alberta, cumprindo apenas um mandato. Nas eleições de 1930, uma recontagem judicial o declarou derrotado por pouco pelo liberal Henry Dakin, que também serviria apenas um mandato.
Na varredura do Crédito Social de 1935, Lucien Maynard venceu o Beaver River por um deslizamento de terra. Ele facilmente venceu a reeleição duas vezes mais, aposentando-se para a eleição de 1948.
O Social Credit manteve a corrida, com Harry Lobay batendo por pouco seu desafiante liberal e cumprindo o último mandato da corrida. Foi substituído em 1952, mas Lobay continuaria a servir outro termo como MLA para a nova montada de Lac La Biche.